# ماركوس سيفيرو
ماركوس سيفيرو (بالبرتغالية: Marcos Lueders Severo‏) هو لاعب كرة قدم برازيلي في مركز الهجوم، ولد في 13 مارس 1965 في ساو ليوبولدو في البرازيل. لعب مع نادي أفاي لكرة القدم.